# Service de la protection
Il Service de la protection (SDLP - Servizio di protezione) è un'unità della Police nationale. Assicura la protezione personale del presidente francese, di altri alti funzionari, ex funzionari, ospiti stranieri e altre persone a rischio. È inoltre responsabile delle misure di protezione materiale e organizzativa. Il Reparto Carabinieri Scorte e Sicurezza italiano o il Sicherungsgruppe des Bundeskriminalamtes tedesco sono paragonabili all'SDLP.

## Storia
Il servizio è stato fondato con il nome di "Servizio dei viaggi ufficiali" (Services des voyages officiels, VO) dopo l'attentato al re Alessandro I e al ministro degli Esteri Louis Barthou a Marsiglia nel 1934. Nel 1994 il nome è stato cambiato.

## Organizzazione
Il gruppo è composto da circa 600 agenti di polizia. Ha sede a Parigi in rue de Miromesnil, vicino al Ministero dell'interno e al Palazzo dell'Eliseo. C'è anche una filiale a Strasburgo.
Possono presentare domanda gli agenti di polizia con un periodo minimo di tre anni di servizio. Dopo aver completato una formazione adeguata, saranno impiegati nella posizione pertinente per cinque anni. È possibile una proroga per ulteriori cinque anni ogniqualvolta sia necessario.
Il gruppo è guidato dal Contrôleur général Jean-Louis Fiamenghi, che in precedenza era a capo dell'unità RAID.
Il gruppo è strutturato come segue:
- Gruppo di sicurezza della presidenza della Repubblica (Groupe de sécurité de la présidence de la République, GSPR)
- Sottodirezione delle alte personalità francesi (Sous-direction des hautes personnalités françaises)
  - Gruppo di sicurezza del Primo ministro (Groupe de sécurité du Premier ministre, GSPM),
  - Gruppo di sicurezza del Ministro dell'interno (Groupe de sécurité du Ministre de l'Intérieur, GSMI)
- Sottodirezione delle alte personalità estere (Sous-direction des hautes personnalités étrangères)
- Sottodirezione delle personalità minacciate (Sous-direction des personnalités menacées)
- Sottodirezione delle risorse e del supporto operativo (Sous-direction des ressources et de l'appui opérationnel)

## Capi del Service

### 1935-1992 Service des voyages officiels et de la sécurité des hautes personnalités (SVO-SDHP)
| Periodo   | Capo                   |
| --------- | ---------------------- |
| 1935-1938 | Charles Sisteron       |
| 1938-1942 | Alphonse-Jules Perrier |
| 1942-1944 | Jean Roure             |
| 1944-1962 | Georges Albayez        |
| 1963-1971 | Georges Parat          |
| 1971-1979 | Alain Montarras        |
| 1979-1981 | Jean Clerc             |
| 1981-1983 | René Barre             |
| 1983-1986 | Roger Lejeune          |
| 1986-1989 | Jean Reille            |
| 1989-1992 | Raymond Dematteis      |
| 1992-1994 | René-Georges Querry    |

#### 1992-2012 Service de protection des hautes personnalités (SPHP)
| Periodo   | Capo                 |
| --------- | -------------------- |
| 1994-1995 | René-Georges Querry  |
| 1995-2003 | Patrick Bardey       |
| 2003-2007 | Francis Labrousse    |
| 2007-2010 | Jean-Louis Fiamenghi |
| 2010-2012 | Gilles Furigo        |
| 2012-2013 | Frédéric Auréal      |

#### 2013 Service de la protection (SDLP)
| Periodo   | Capo            |
| --------- | --------------- |
| 2013-2020 | Frédéric Auréal |
| 2020-     | Luc Presson     |